# Батиста-Майер, Оливер
Оливер Батиста-Майер (нем. Oliver Batista Meier; родился 16 февраля 2001, Кайзерслаутерн) —  немецкий футболист, вингер дрезденского «Динамо».
Выступает за футбольный клуб «Ферль» на правах аренды.

## Клубная карьера
Уроженец Кайзерслаутерна, Майер выступал за молодёжную команду одноимённого клуба. С 2016 года является игроком «Баварии». В основном составе «Баварии» дебютировал 30 мая 2020 года в матче немецкой Бундеслиги против «Фортуны», выйдя на замену Сержу Гнабри.
В сентябре 2020 года перешёл на правах аренды в нидерландский «Херенвен».

## Карьера в сборных
Выступал за сборные Германии до 15, до 16, до 17, до 19 и до 20 лет.
В декабре 2019 года получил вызов в сборную Бразилии до 20 лет.

## Личная жизнь
Его отец — немец, а мать — бразильянка.

## Достижения
«Бавария»
- Чемпион Германии: 2019/20

### Личные достижения
- Серебряная медаль Фрица Вальтера: 2018